# Joseph Schuster (kompozytor)
Joseph Schuster (ur. 11 sierpnia 1748 w Dreźnie, zm. 24 lipca 1812 tamże) – niemiecki kompozytor i dyrygent.

## Życiorys
Muzyki uczył się w Dreźnie początkowo u swojego ojca, muzyka i śpiewaka dworskiego, a następnie u Johanna Georga Schürera. W latach 1765–1768, uzyskawszy stypendium elektorskie, przebywał we Włoszech, gdzie pobierał naukę u Girolama Pery. Ponownie przebywał we Włoszech w latach 1774–1777, będąc wówczas uczniem Giovanniego Battisty Martiniego i wystawiając w Neapolu swoją pierwszą operę, Didone abbandonata (1776). Od 1772 roku do końca życia związany był z dworem księcia elektora Fryderyka Augusta III. Początkowo był nadwornym kompozytorem i dyrygentem muzyki kościelnej, od 1781 roku dyrygentem muzyki kameralnej i operowej, a od 1787 roku nadwornym kapelmistrzem. Funkcje te współdzielił z Franzem Seydelmannem. Nauczał muzyki dzieci elektora i dbał o repertuar zespołów dworskich, promując dzieła Haydna, Mozarta i Pleyela.
Jego dorobek kompozytorski obejmuje 10 mszy, 12 antyfon, 2 litanie, 4 magnifikaty, jedno Te Deum, 9 oratoriów, 12 oper, 3 symfonie, 6 divertimentów, 4 kwartety smyczkowe oraz szereg utworów na instrumenty klawiszowe. Za życia cieszył się dużą popularnością, głównie jako autor oper buffa. W twórczości instrumentalnej nawiązywał do dorobku twórców szkoły wiedeńskiej. Był popularyzatorem nowego wówczas instrumentu, jakim był fortepian o mechanizmie młoteczkowym.